# Faina Raniewska
Faina Gieorgijewna Raniewska (ros. Фаина Георгиевна Раневская, ur. 15 sierpnia?/27 sierpnia 1896 w Taganrogu, zm. 19 lipca 1984 w Moskwie) – radziecka aktorka teatralna, głosowa i filmowa.
Pochowana na Cmentarzu Dońskim w Moskwie.

## Wybrana filmografia

### Role filmowe
- 1934: Baryłeczka (Пышка) jako Pani Loiseau
- 1939: Podrzutek (Подкидыш)[2]
- 1941: Marzenie (Мечта) jako Madame Skorochod
- 1943: Nowe przygody Szwejka (Новые похождения Швейка)
- 1944: Wesele (Мечта)
- 1945: Śluby kawalerskie (Небесный тихоход)
- 1947: Wiosna (Весна)
- 1947: Kopciuszek (Золушка) jako macocha
- 1947: Aleksander Matrosow (Рядовой Александр Матросов)
- 1949: Spotkanie nad Łabą (Встреча на Эльбе) jako pani MacDermott
- 1949: One mają ojczyznę (У них есть Родина)
- 1958: Dziewczyna z gitarą (Девушка с гитарой)[3] jako Swirystyńska
- 1960: Ostrożnie babciu (Осторожно, бабушка!)[4]

### Role głosowe
- 1943: Bajka o carze Sałtanie (Сказка о царе Салтане) jako swatka Babarycha
- 1970: Powrót Karlsona (Карлсон вернулся)

## Nagrody i odznaczenia
- Zasłużony Artysta RFSRR (1937)
- Ludowy Artysta RFSRR (1947)
- Ludowy Artysta ZSRR (1961)
- Nagroda Stalinowska II stopnia (dwukrotnie: 1949, 1951)
- Nagroda Stalinowska III stopnia (1951)
- Order „Znak Honoru” (1947)
- Order Czerwonego Sztandaru Pracy (dwukrotnie: 1950, 1967)
- Order Lenina (1976)